# جيمس جي. كينيدي
جيمس جي. كينيدي هو سياسي أمريكي، ولد في 9 فبراير 1953. نشط حزبياً في الحزب الديمقراطي. وقد انتخب عضو جمعية نيوجيرسي العامة ‏ عن دائرة New Jersey's 22nd legislative district ‏ وقد انضم خلال فترته النيابية ‏ (14 يناير 2020 – ) للكتلة البرلمانية الحزب الديمقراطي وانتخب عضو جمعية نيوجيرسي العامة ‏ (12 يناير 2016 – 14 يناير 2020).